# Décès en 1091
Décès
- 1087
- 1088
- 1089
- 1090
- 1091
- 1092
- 1093
- 1094
- 1095

Cette page dresse une liste de personnalités mortes au cours de l'année 1091 :
- 2 janvier : Gisolf II de Salerne, dernier prince lombard de Salerne.
- 26 mars : Wallada, ou Wallada bint al-Mustakfi, poétesse andalouse, princesse omeyyade.
- 17 juin : Thierry V de Hollande, comte de Hollande
- 29 juin : Frédéric de Montbéliard, noble lotharingien qui devient marquis de Suze.
- 5 juillet : Guillaume de Hirsau, bénédictin allemand qui fut abbé de l'abbaye de Hirsau.
- 8 août : Altmann de Passau, fondateur de monastère et évêque de Passau, vénéré comme un saint.
- 14 août : Jean III, patriarche de Kiev et de toute la Rus'.
- 25 août : Sisnando Davides (en), noble Mozarabe.
- 23 novembre : Hugues III de Champallement, prévôt d'Auxerre, doyen de  Nevers puis évêque de Nevers.
- 19 décembre : 
  - Adélaïde de Suse,  surnommée la Grande Comtesse, margrave (marquise) de Suze, comtesse de Savoie.
  - Fujiwara no Tadaie, politique, courtisan, poète et calligraphe japonais de l'époque de Heian.
- 31 décembre : Sulien, évêque de St David's.

- Étienne II de Croatie, dernier roi de Croatie de la dynastie des Trpimirović.
- Fu Yaoyu (en), membre du gouvernement chinois.
- Gérard Ier (évêque de Sées).
- Henri Ier de Verdun, prince-évêque de Liège.
- Mac meic Aedh Ua Flaithbheartaigh (en), roi irlandais.
- Ortoq ibn Aksab, officier turc au service des seldjoukides et fondateur de la famille des Ortoqides. Il était gouverneur de Jérusalem et de la Palestine.
- Thierry Ier de Clèves, comte de Clèves.
- William de Beaufeu (en), évêque de Thetford.
- Wolfhelm de Brauweiler (en), abbé de Brauweiler (Allemagne).

date incertaine (vers 1091)
- Baudouin Ier de Guînes, comte d'Ardres et de Guînes.

## Crédit d'auteurs
- Cet article est partiellement ou en totalité issu de l'article intitulé « 1091 » (voir la liste des auteurs).